# Troisième circonscription de la préfecture de Tokushima
La troisième circonscription de la préfecture de Tokushima (徳島県第3区, Tokushima-ken dai-san-ku) est une ancienne circonscription législative de la préfecture de Tokushima au Japon.

## Description géographique
Entre sa création en 1994 et sa suppression en 2013, la troisième circonscription de la préfecture de Tokushima était composée des villes de Komatsushima et Anan et des districts de Katsuura, Myōzai, Naka, Kaifu et Oe (ja). Elle incluait également entre 2002 et 2013 une partie du district de Mima comprenant les bourgs de Handa (ja), Sadamitsu (ja) et Anabuki (ja) et les villages d'Ichiu (ja) et Koyadaira (ja),.

## Députés
| Législature | Début de mandat | Fin de mandat | Député élu           | Parti politique | Parti politique |
| ----------- | --------------- | ------------- | -------------------- | --------------- | --------------- |
| 41e         | 1996            | 2000          | Yoshihito Iwasa (ja) |                 | Shinshintō      |
| 42e         | 2000            | 2003          | Masazumi Gotōda (ja) |                 | PLD             |
| 43e         | 2003            | 2005          | Masazumi Gotōda (ja) |                 | PLD             |
| 44e         | 2005            | 2009          | Masazumi Gotōda (ja) |                 | PLD             |
| 45e         | 2009            | 2012          | Masazumi Gotōda (ja) |                 | PLD             |
| 46e         | 2012            | 2014          | Masazumi Gotōda (ja) |                 | PLD             |